# B-A-C-H fantázia és fúga (Liszt)
A B-A-C-H fantázia és fúga Liszt Ferenc orgonára, illetve zongorára írt műve. A darabok első változatát  Präludium und Fuge über das Motiv B-A-C-H – Prelúdium és fúga a B-A-C-H motívumra címen 1855-ben komponálta. 1870-ben átdolgozta mindkét változatot, a zongoraváltozat ekkor kapta a címben szereplő nevét. Koncerteken, hangfelvételeken a második verziót szokás előadni. Az orgonamű jegyzékszáma S.260, a zongoraváltozaté S.529.

## A mű születése
Liszt már fiatal korától szívesen és elkötelezetten játszotta Johann Sebastian Bach zongoradarabjait (például a Wohltemperiertes Klavier prelúdiumait és fúgáit, valamint a Goldberg-variációkat), sőt a barokk mester orgonára írt darabjaiból is számosat átdolgozott zongorára, írt egy rövidebb prelúdiumot a Weinen, Klagen, Sorgen, Zagen kantáta (BWV 12) és a h-moll mise (BWV 232) Crucifixus-tételének egyik témájára 1859-ben. Ugyanakkor sok saját művét is Bach ihlető hatása alatt írta. Ilyen hatás figyelhető meg például a Szent Erzsébet legendája, a Krisztus és a Via crucis című oratóriumokban, még egyértelműbb a hatás a Weinen, Klagen kantáta ihletésére készült, azonos című, variációs zongora-orgonadarabban (1862). Bachról így írt 1863. szeptember 10-én barátjának, Carl Gillének: „Händel iránti minden tiszteletem ellenére továbbra is mindenekelőtt Bachért rajongok; és ha beteltem Händel hármashangzataival, a passió, a h-moll mise kincset érő disszonanciái és a bachi polifónia más csemegéi felé húz a szívem.”
Ekkor már évek óta kész volt a Bach nevére írt prelúdium és fúgája, annak első változata – de nem határidőre. Eredetileg ugyanis a merseburgi dóm orgonájának felavatására akarta megírni Alexander Winterberger orgona- és zongoraművész számára, de nem készült el vele. Ezért Winterberger egy korábbi Liszt-orgonaművet, a Meyerbeer-témára írott Ad nost adta elő az új orgonán. Az avatásra szánt orgonaművet végül a következő évben, 1856. május 13-án mutatta be Winterberger Merseburgban, majd még abban az évben nyomtatásban is megjelent. Liszt nem sokkal később – a pontos időpont nem ismert – zongorára is átírta, ugyanolyan címmel. Ez az átirat csak az 1981-es Új Magyar Liszt Kiadásban jelent meg.
1870-ben Liszt átdolgozta mind a két verziót, és a zongoraváltozat már a Fantázia és fúga címet viselte. Ami a címek változatosságát illeti: Liszt már az első változat komponálásakor is hol prelúdiumnak, hol fantáziának nevezte a mű első részét, de először a prelúdium elnevezésnél, a második változatnál pedig a fantáziánál maradt. A második zongoraverziót a lipcsei C.F.W. Siegel’s Musikalienhandlung adta ki 1871-ben.

## A zene

A b-a-c-h-motívum kottaképe

Bach nevének négy betűje zenei hang, amelyek szinte kínálják magukat egy zenemű alapmotívumának. Már maga Johann Sebastian Bach is komponált e hangok felhasználásával, azóta pedig számos zeneszerző tisztelgett ilyen művekkel a nagy barokk mester emlékének. Lisztet is nagyon érdekelték a négy hangban rejlő lehetőségek, ami kiegészülve a tizenkét fokú skála iránti vonzódásával (ne feledjük: a 19. század közepén vagyunk!), igazi, jövőbe mutató remekmű ígéretét hordozták magukban. Ezt igazolta Humphrey Searle angol Liszt-szakértő értékelése, aki ezt a művet Bach és Schönberg közötti összekötő kapocsnak nevezte. Peter Schwarz német zenetörténész kutatásai szerint a mű „a 20. századi gondolkodást előrevetítő megtervezettség magasrendű művészi példája, prelúdium és fúga újfajta szintézise, ahol még az ütemszámok számjegyeinek összegéből is Bach nevének betűit kapjuk meg, a latin ABC szerint”.
Hamburger Klára érzékletesen magyarázza jellegzetességeiket: ezek a hangok, sorba rakva őket, „kromatikusan helyezkednek el egymás mellett, kismásod távolságra: a-b-h-c.” Érdekes sajátosságuk, hogy „ha a polifon szerkesztés szabályai értelmében vízszintes, illetve függőleges tengelye körül megforgatjuk, az eredmény ugyanaz. Ha tehát hátulról visszafelé olvassuk, éppúgy h-c-a-b-t kapunk – ez az ún. rákfordítás –, mintha a hangközök irányát változtatnánk meg – ez az ún. tükörfordítás.” Ez a mű csak látszólag szabad fantázia, nagyon is gondosan felépített szerkezet, amelyben a tizenkét fokú sor egyes hangjainak felhasználása is gondos tervszerűséggel történik. „Szerkezete arányos: a fantáziáé is, a fúgáé is, a kettőből egybeépült nagyformáé is.”
A fantázia (Moderato, a capriccio) a b-a-c-h motívum bemutatásával indul, az orgonán a lábpedálokon (az orgona- és a zongoraváltozat között van némi különbség). A középső szakaszban fokozatosan felgyorsul a tempó, majd jelentősen lassul, annyira, hogy a tizenhatodokból felekké, azaz nyolcszorosukra hosszabbodnak. A második felében ismét gyorsabb lesz az ütem, sűrűsödik a szövet, a csúcspont (zongorán a 73–76. ütem, orgonán a Maestosónál) fff dinamikájú. A végén ismét lelassul a tempó, és a fantázia egyetlen szólammá „szűkülve” ér véget.
A fúga (Andante) három témával rendelkezik. Az első a fantázia bázishangjáról, a geszről indul, a második a b-a-c-h alaptéma, a harmadik kromatikus visszaereszkedés a kiinduló geszre, ami magába foglalja a teljes tizenkét fokú sort. Sem az expozíció, sem a többi rész nem hagyományosan fúgaszerű, Liszt sokkal szabadabban kezeli ezt. Valamennyi szólam a témából szövődik, kontrasztáló ellenpontjai nincsenek. A fúga második része (Allegro con brio) a téma sűrített feldolgozása. A zongoraverzióba itt Liszt néhány ütemnyi tematikus részt toldott be, amely az orgonaváltozatban nem szerepel. Ugyancsak új, magyaros, indulószerű rész került a zongoraverzió visszatérésébe (Più animato), ami ebben az esetben sem követi a fúgaírás szabályait. A kóda a Maestoso-témával indul, amely a fantázia végére utal vissza. A tétel végén a teljes, három szakaszos, tizenkét hangú fúgatémát halljuk, azután gyorsulva, tizenhatod-oktávokban szól a téma, és B-dúr akkordokkal fejeződik be a darab.